# هاشم‌آباد (گرگان)
هاشم‌آباد، روستایی است از توابع بخش مرکزی شهرستان گرگان در استان گلستان ایران.

## جمعیت
این روستا در دهستان روشن آباد قرار داشته و براساس سرشماری سال ۱۳۸۵جمعیت آن ۲٬۴۴۰ نفر (۵۷۶ خانوار) بوده است.